# 佩尔迪冈
佩尔迪冈是巴西米纳斯吉拉斯州的一个市镇。总面积249.845平方公里，总人口7310人，人口密度29.3人/平方公里。